# Starochodovská
Starochodovská je ulice na Chodově v městské části Praha 11. Tato 1,5 km dlouhá ulice ležící v těsném sousedství sídliště Jižní Město má v současnosti pouze místní význam. Před jeho výstavbou však byla centrem společenského života dříve samostatného Chodova. Šlo také o jednu z hlavních výpadových silnic z Prahy směrem na Benešov a dále.

## Poloha a historie ulice
Tato ulice byla původně (zřejmě již od středověku, možná od pravěku) hlavní cestou Chodova – na jih do Benešova a dál do Budějovic a Vídně, na sever dál do Prahy (na Chodovec, Spořilov a Bohdalec).
V zimě 1938 byl podél ulice od sokolovny až na Chodovec vybudován chodník.
Při budování Jižního Města byla vytvořena souběžná nová hlavní ulice Türkova, Starochodovská byla na severu uměle ukončena valem (bývalý akcíz severně od tohoto valu zůstal izolovaný). Zbytek ulice severně od Mírového hnutí zčásti zanikl, vzdálenější část byla osamostatněna a pojmenována U Nové dálnice.
Ulice nyní nemá jasný konec – na severu (na „dolním konci“) před valem ústí do deltoidní ulice K Remízku, na jihu se otáčí na sever a navazuje na ulici Nad Lomy.

## Historie názvu
Po druhé světové válce se jmenovala Rudé armády a následně od roku 1971 do 20. prosince 1989 Stalinova. Jednalo se o jedno z posledních pojmenování na počest J. V. Stalina v sovětském bloku a spolu s přejmenováním náměstí Krasnoarmějců na náměstí Jana Palacha také o první z dlouhé řady porevolučních změn názvů veřejných prostranství.

## Významné objekty

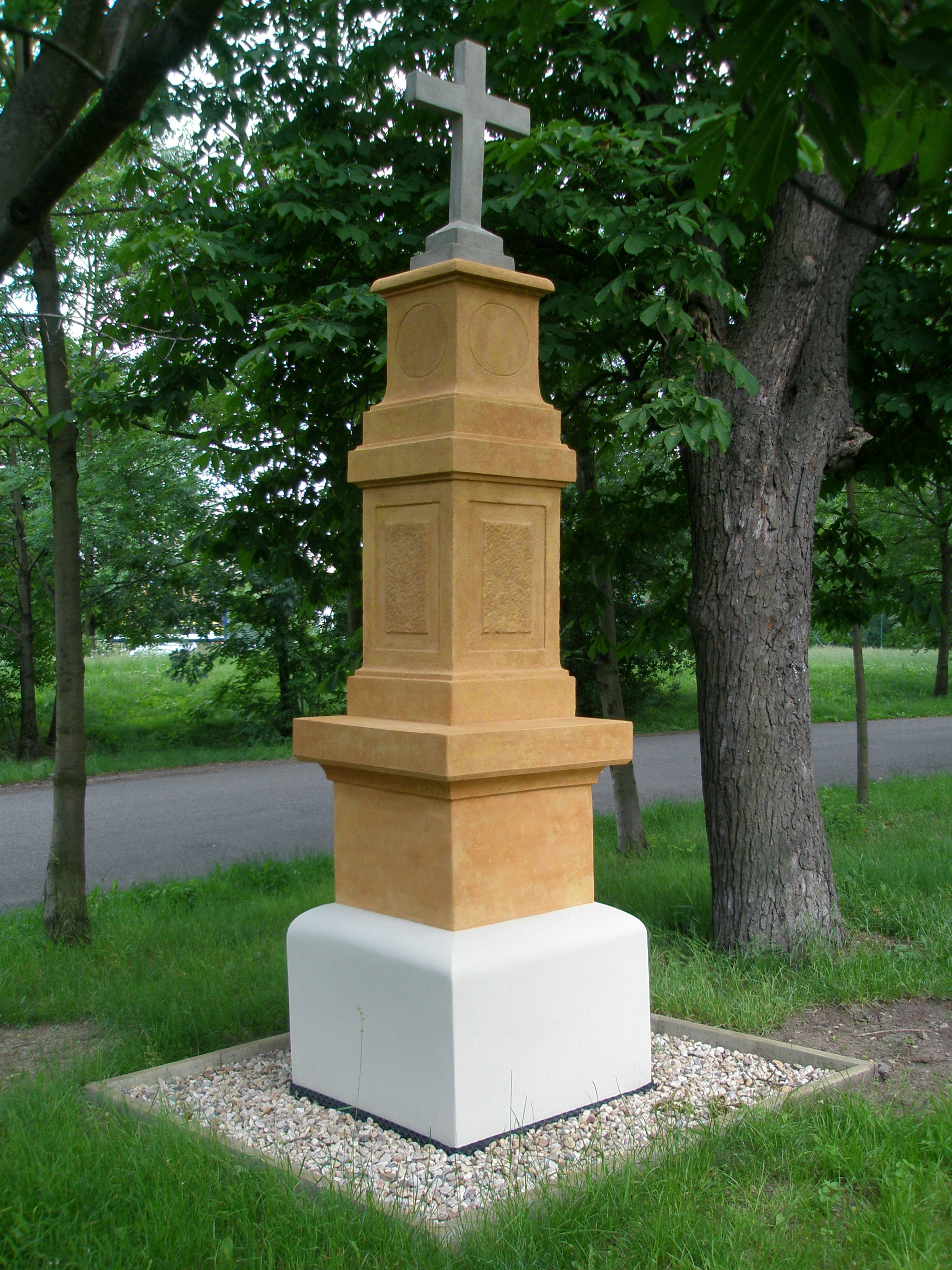
Kříž na barokním soklu sochy sv. Izidora (z Madridu)

V ulici a v jejím bezprostředním okolí se nacházejí tyto objekty významné v historii Chodova:
- č. p. 65 (první budova na současném severním konci ulice) – bývalý akcíz[pozn. 2]
- Socha sv. Izidora na barokním soklu (ev. č. 7194) (na jaře 2009 byl sokl opraven)
- alej deseti památných jasanů
- č. p. 5 – budova Na Rychtě, nyní restaurace
- č. p. 28 – budova U Papežů, nyní vinárna na místě původní, historicky významné zájezdní restaurace, kde od 70. let 20. století fungovalo Kino Chodov a Diskotéka Isidor.
- č. p. 521 – chodovská sokolovna (budova pravděpodobně z roku 1905, tedy starší než chodovský Sokol, založený roku 1908)
- tzv. pruský křížek (ev. č. 7195) proti sokolovně (na křižovatce Starochodovské a Bartůňkovy ulice), znovuposvěcený 3. května 2008[7][8]

V ulici se nachází také několik podnikatelských objektů (penzion, lékárna, sběrna surovin apod.) včetně dlouho zdevastované budovy bývalé restaurace Na Sádce (po roce 2010 opravena). V roce 2007 byla dokončena výstavba nového bytového domu (je otevřena možnost druhé etapy na vedlejším pozemku). Jinak je v ulici pouze stará vilová zástavba (ojedinělý panelový dům se zadními vchody do ulice Starochodovské má jako adresu vedlejší ulici Na Sádce), proto by ulice neměla být zahrnována do sídliště Jižní Město, jehož rozsah není totožný s městskou částí Praha 11.

### Historie domu č. p. 28

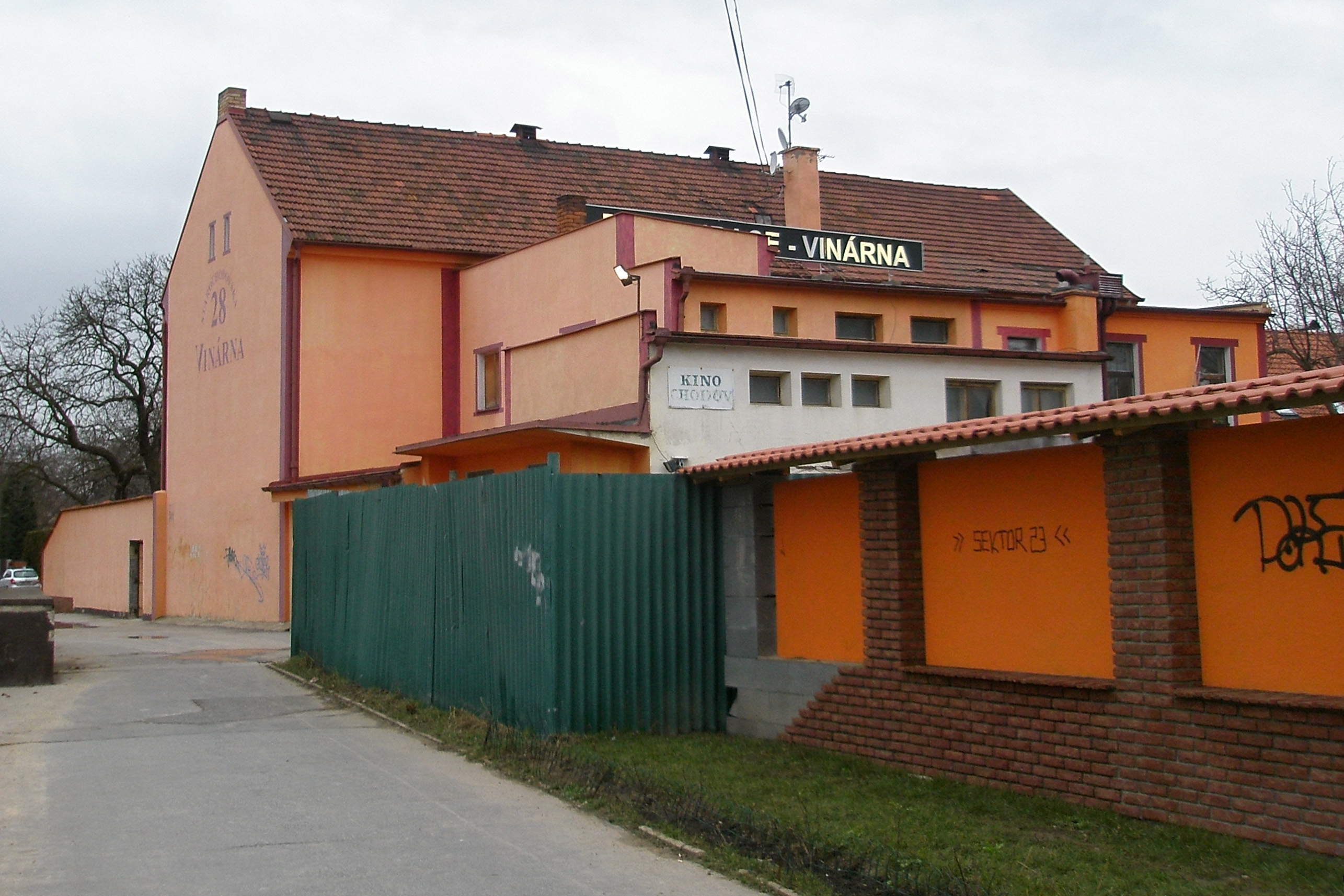
Starochodovská č. p. 28 – bývalé Kino Chodov zezadu

Objekt Starochodovská 28/64, který je úzce svázán s obcí Chodov i nedalekou Chodovskou tvrzí, má poměrně zajímavou historii.
Chodov je poprvé v písemných pramenech zmiňován roku 1185. Podle pověsti stával v místě dnešního hostince dřevěný selský dvůr. V okolí byla řada rybníků a velká úrodná pole, ale i zrádné močály. Jak se v běhu času měnili majitelé, zažila celá usedlost dobré i špatné časy.
V roce 1884 byla postavena silnice z Bohdalce kolem chodovského dvora a přes obec dál do Šeberova. U nové hlavní silnice vyrostla zájezdní restaurace zvaná Na sále – na předpokládaných původních základech ze 16. století (už tehdy zde vozkové a cestující přespávali před vjezdem do Prahy; podle dochovaných zpráv to byl velmi známý hostinec – dokonce s vyhlášenou černou kuchyní). Vedoucím byl Josef Černý. V noci na 18. října 1897 hostinec zachvátil požár, který možná podnítil jeho následnou stavební modernizaci.
Na počátku 20. století byl postaven nad hostincem v prvním patře velký sál, který po založení místního Sokola v roce 1908 sloužil též jako sokolovna. Nad restaurací byl po rekonstrukci mezi roky 1900 a 1902 vybudován za přispění Obce Sokolské tělocvičný a zábavní sál. Ten však sloužil sokolům jen zhruba tři roky, kdy po neshodách s majitelem restaurace sokolové postavili o pár desítek metrů dál novou tělocvičnu. Původní sokolský sál tak prošel rekonstrukcí a byl přebudován na klasický sál pro zábavy a tancovačky.

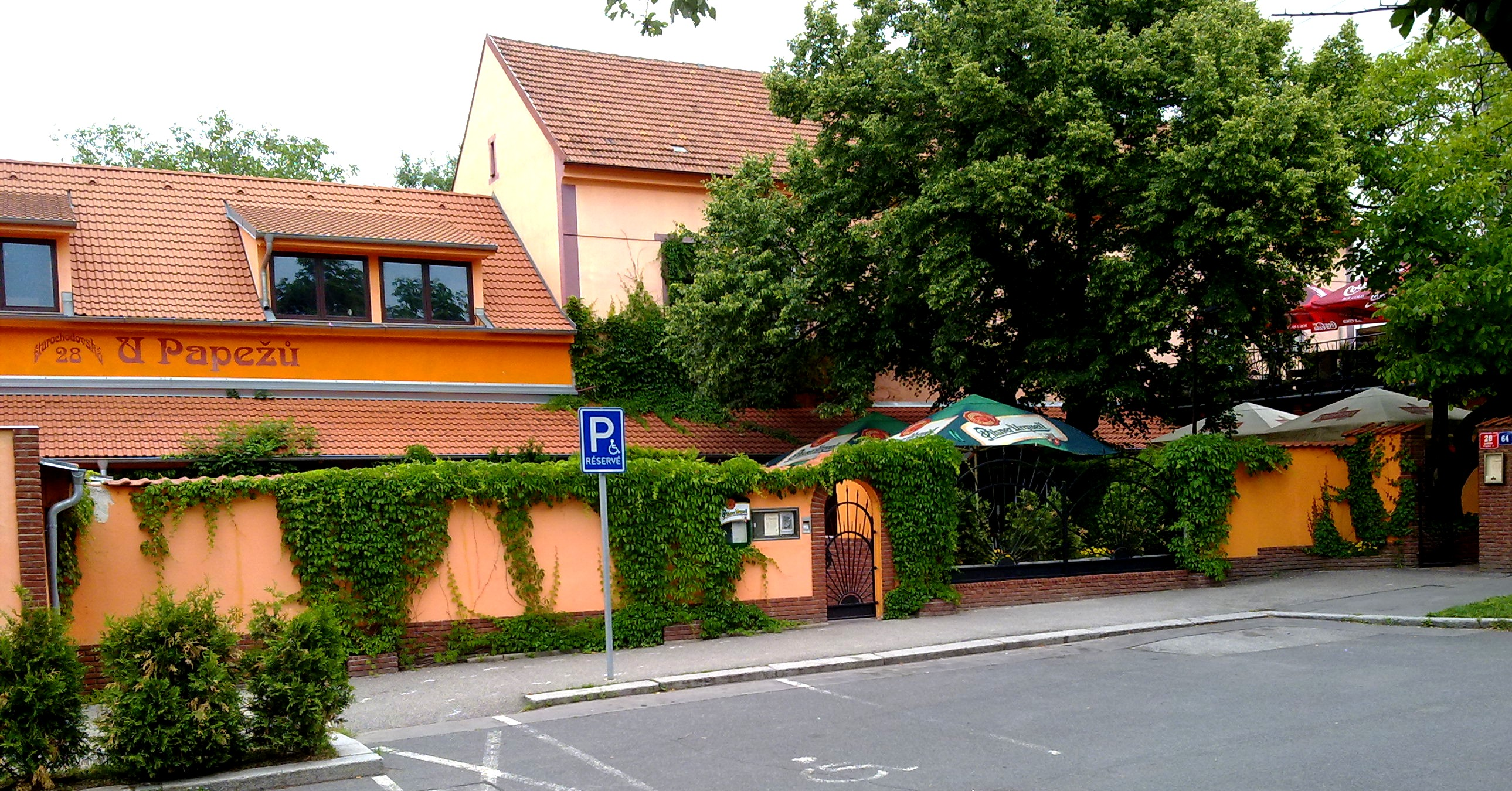
Objekt bývalé vinárny u Izidora, dnes vinárna a restaurace u Papežů

Na zahrádce byl postaven první velký kuželník v obcích na východ od Prahy. Jeho návštěva se tak stala pro místní i přespolní skoro povinností. Jinou místní významnou společenskou událostí byly odpolední čaje u muziky, na které místní starousedlíci dodnes vzpomínají.
V 50. letech po komunistickém převratu, kdy restauraci převzal státní podnik Restaurace a jídelny, však sál a celý dům postupně chátral a nebyl už zdaleka využíván tak jako v dobách předchozích.
V roce 1968 byla obec Chodov spolu s Háji připojena k Praze. Bylo rozhodnuto o výstavbě budoucího Jižního Města a v roce 1971 začaly výkopy inženýrských sítí a postupná demolice původní zástavby. V té době byl původní taneční sál nepříliš šťastně přestavěn na tzv. premiérové kino Chodov. Paradoxně však tato necitlivá rekonstrukce zachránila celý objekt před zbouráním.
V 70. letech byly původní chlévy v akci „Z“ přestavěny na Diskotéku Isidor. Tehdejší amatérská přestavba byla provedena značně „socialisticky“, rychle a nekvalitně.
Od roku 1991) se v objektu nacházela vinárna a restaurace U Papežů (s velkým společenským sálem v prostorách bývalého kina Chodov).

## Galerie

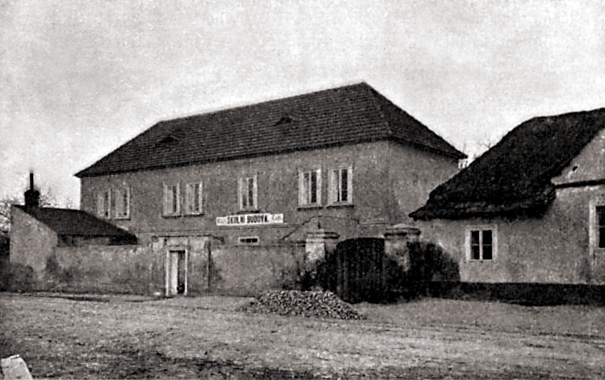
Starochodovská č. p. 16 – mezi lety 1874 a 1905 původní chodovská škola; foto Jan Vilím
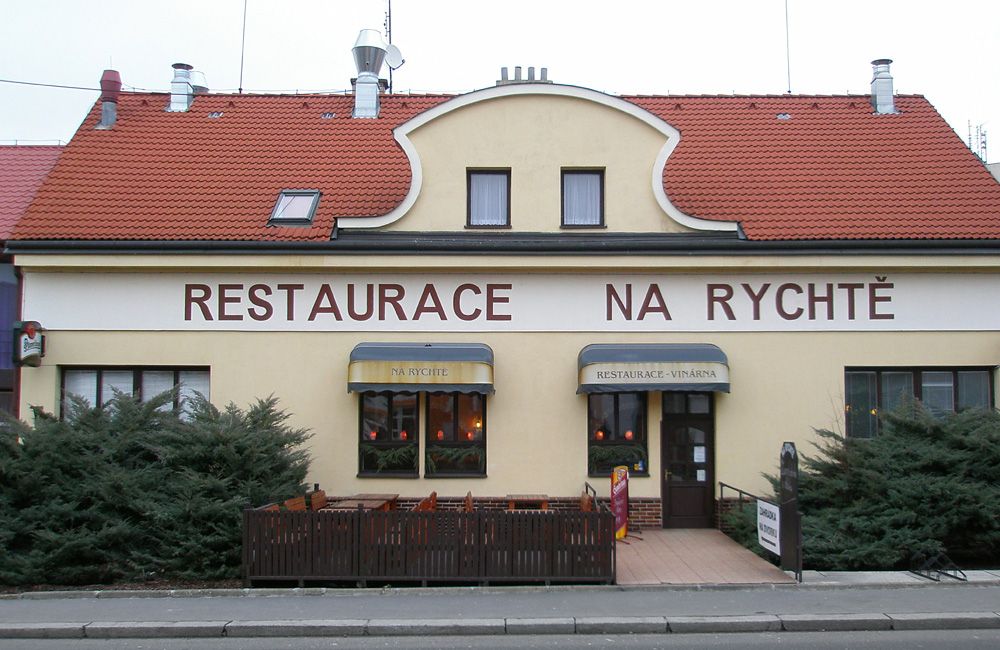
Starochodovská č. p. 5 – Na Rychtě
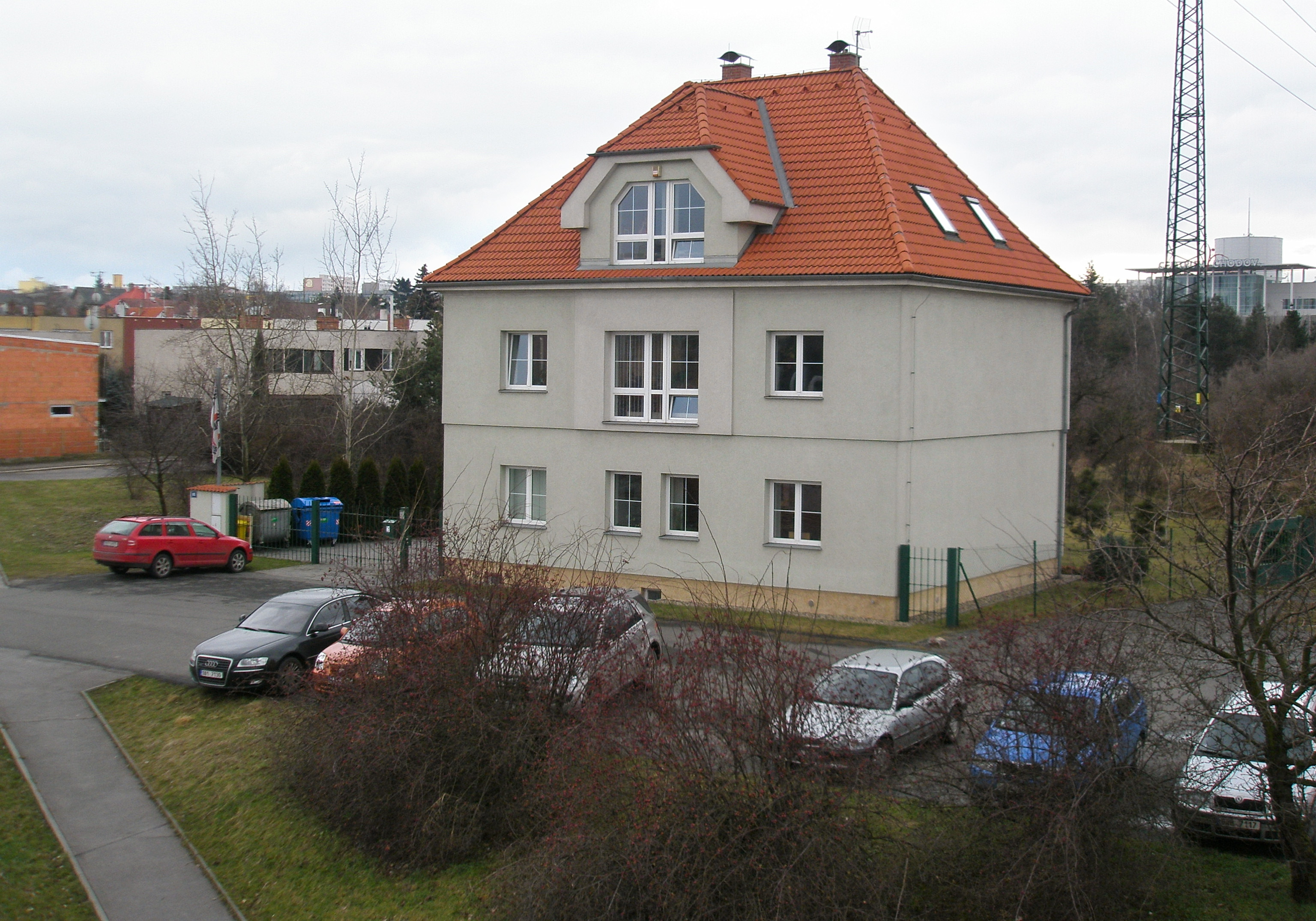
Starochodovská č. p. 65 – bývalý akcíz
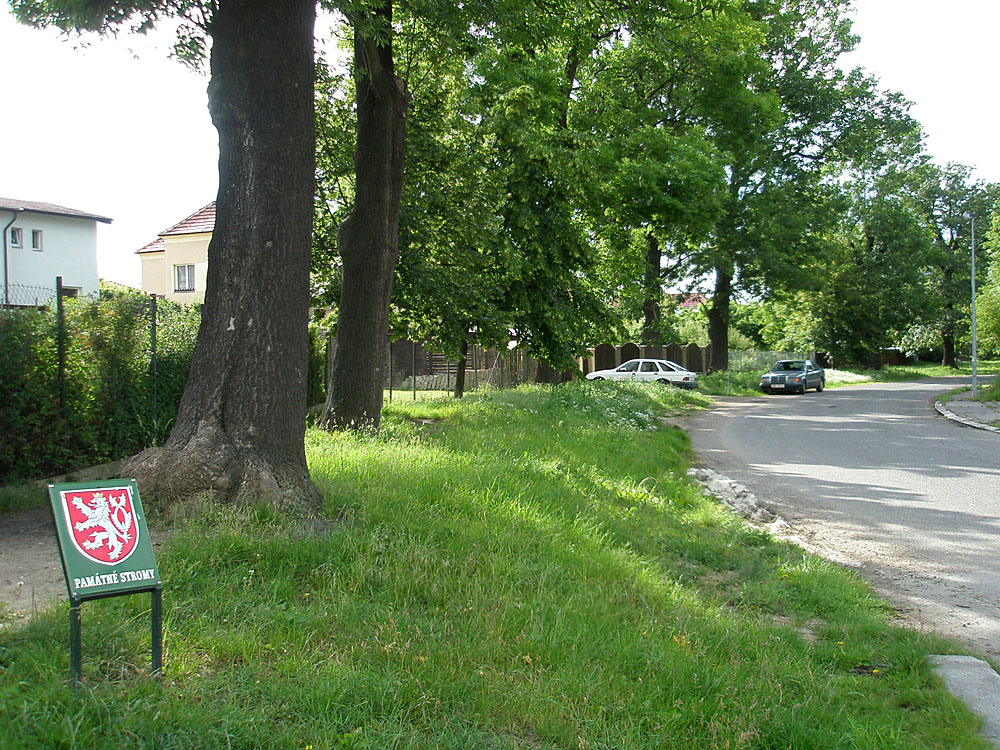
Alej památných jasanů
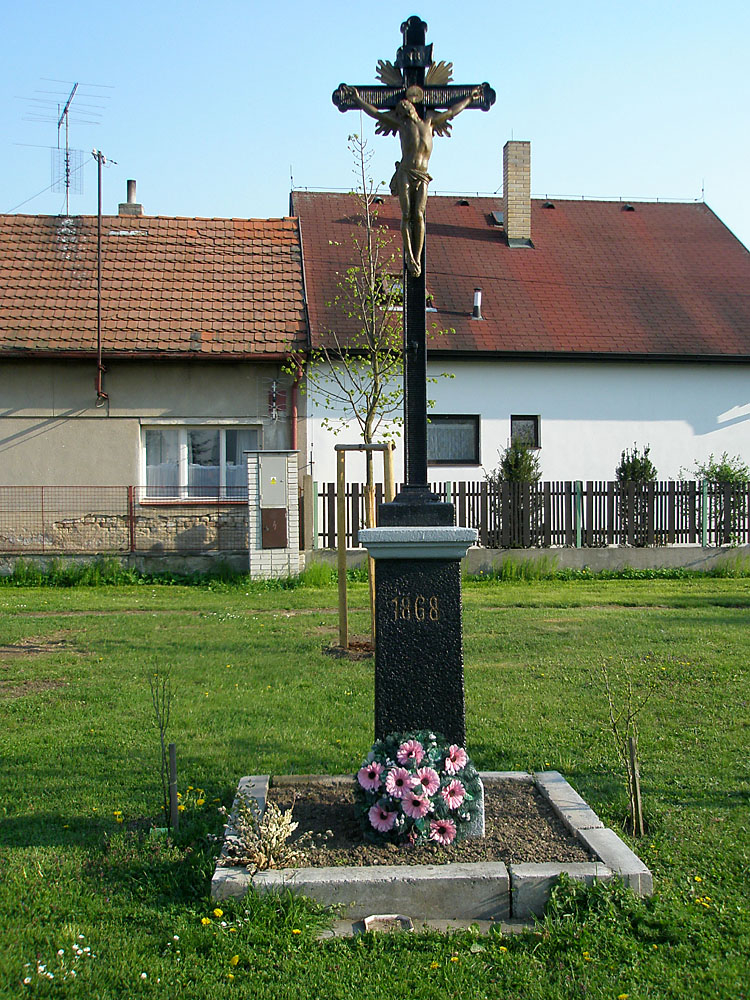
Pruský křížek u křižovatky s Bartůňkovou ulicí